# Tunilla corrugata
Tunilla corrugata är en kaktusväxtart som först beskrevs av Salm-dyck, och fick sitt nu gällande namn av David Richard Hunt och Iliff. Tunilla corrugata ingår i släktet Tunilla och familjen kaktusväxter. Inga underarter finns listade i Catalogue of Life.

## Bildgalleri

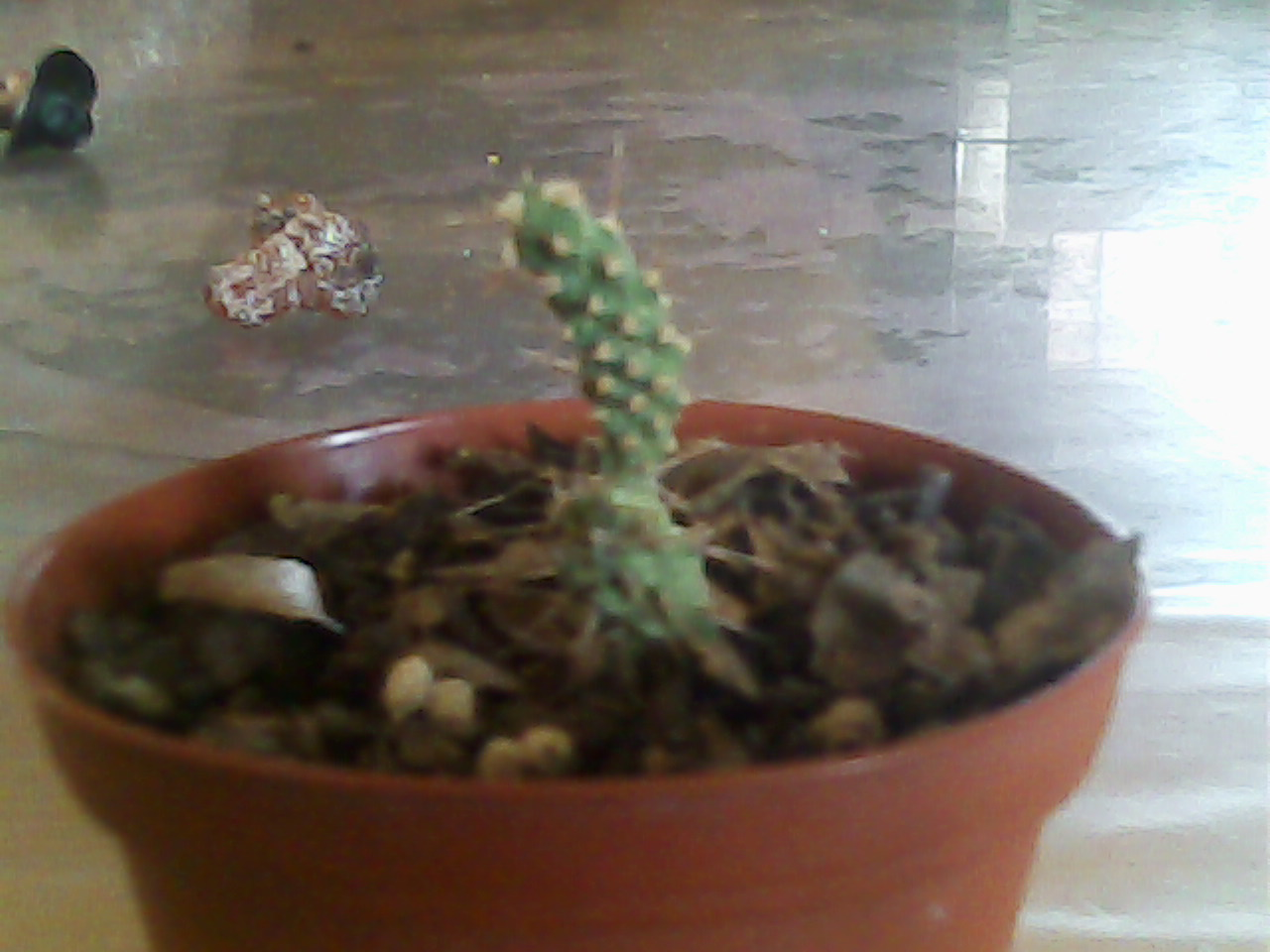